# Zátoka Sviní
Zátoka Sviní (španělsky Bahía de Cochinos, anglicky Bay of Pigs) je mořská zátoka podél poloostrova Zapata na jihu provincie Matanzas v jihozápadní části Kuby.   
Správnější překlad názvu Bahía de Cochinos je Záliv/zátoka ostenců (podle ryby Balistes vetula z čeledi ostencovité, ve španělštině nazývané také cochino (svině)).  
Zátoka má krasové podloží, které se projevuje jeskynním systémem. Na pobřeží se vyskytují jeskyně (španělsky cenotes) a nedaleko pobřeží malá hluboká jezírka (španělsky casimbas) obklopená pralesem a bažinami. V současnosti jsou v zátoce rekreační střediska Playa Larga a Playa Girón.

## Historie
V Playa Girón je také Muzeum vylodění (španělsky Museo de la Intervención), které odkazuje k událostem 17. dubna 1961 (viz Invaze v zátoce Sviní a Karibská krize) a vystavuje celou řadu československých i sovětských zbraní, které pomohly udržet Castrovský režim a uchovaly tak Kubu jako významné strategické území „ochráněné před politikou imperialismu“.